# Tillandsia aurea
Tillandsia aurea är en gräsväxtart som beskrevs av Carl Christian Mez. Tillandsia aurea ingår i släktet Tillandsia och familjen Bromeliaceae.

## Underarter
Arten delas in i följande underarter:
- T. a. aurea
- T. a. minor